# No Reflection
"No Reflection" é o primeiro single do oitavo álbum de estúdio Born Villain da banda norte-americana Marilyn Manson. Ele foi lançado pela Cooking Vinyl and Hell, exclusivamente através da loja iTunes em 13 de março de 2012.

## Videoclipe
Um videoclipe dirigido por Quentin Dupieux será lançado para promover o single. Manson declarou em uma entrevista com NOVA enquanto estava em turnê na Austrália, no início de 2012, que o vídeo poderia conter segmentos filmados com "tecnologia nunca antes utilizada", afirmando que ele tem um amigo que "trabalha para a National Geographic". Este videoclipe contará com Roxane Mesquida, que também participou,  em 2010, do filme de Dupieux, "Rubber", que Manson declarou ser seu filme favorito que será lançado neste ano. Em 19 de fevereiro de 2012 Mesquida postou uma foto de uma ave assada em um prato com a legenda "Gravando novo videoclipe de Marilyn Manson :)" O clipe de No Reflection foi lançado oficialmente em 4 de abril de 2012, pelo canal VEVO, no youtube.
O vídeo reuniu-se com a recepção positiva da crítica. Perez Hilton comentou: "É tudo o que temos esperado de um vídeo do Manson: cortes severos, muito de maquiagem gótica, e uma abundância de imagens perturbadoras" Sara Gates do Huffington Post disse: "Marilyn Manson nunca foi de decepcionar quando se trata de fazer vídeos musicais horrivelmente escuros e sangrentos". Brett Warner do Ology disse: "É mais do que pouco dizer que Manson, atualmente,  é assustador com maquiagem, você não acha?" A NME educadamente optou por descrever o vídeo como "controverso"[...] "Tomada por seus próprios méritos, a música tem um quê de goth disfarçada de hard rock e é por isso que os pequenos piscares de flashes de imagens quase conseguiram ofuscar calcinhas e vômitos com sangue ".

### Sinopse
O vídeo começa com a câmera focando em um pedestal. Então, é mostrado algum tipo de líquido que começa a cair das paredes. Quando muda de cena, Manson está tocando guitarra em um lugar cheio de água. Na próxima cena, Manson está sentado atrás de sua suposta esposa , fazendo uma espécie de "seleção" entre mulheres diferentes. Por alguns segundos entre as cenas, pode ser visto que estas mulheres estão sentados e que o líquido estranho, que estava caindo das paredes atinge os pés no lugar que parece ser uma sala de jantar. Manson começa a lidar com eles e se senta na ponta com sua "esposa", abre um livro e uma das meninas que ele selecionou começa servindo algum tipo de líquido nos óculos muito parecido com o líquido que caiu das paredes no início, simulando um jantar. Depois, há cenas de Manson cantando na frente da câmera e a banda tocando ao fundo. Manson, sua esposa e as outras mulheres bebem a "água". Enquanto o cantor começa a ler o livro que ele tinha aberto antes, as mulheres começam a ter comportamentos estranhos. Manson se levanta, prega placas de madeira na porta, e em poucos segundos, a banda é vista tocando a música em um lugar cheio de água e, para alterar a cena, a câmera muda o foco da sala e todos eles estão de mãos dadas. Os selecionados por Manson estão com medo porque o líquido chega a seus pés e constantemente cai sobre as paredes ao mesmo tempo. O intérprete tenta acalmá-los. Ele lê uma parte da página do livro e a mesa começa a levitar . Enquanto as meninas vomitam o que comeram antes, a cozinha fica em chamas e as moças começam a destruir tudo o que está na sala. Manson ainda está sentado com sua "esposa" e na cena seguinte, ela pode ser vista bebendo o resto da bebida. O cantor tenta salvá-la em vão. Ele abraça e a beija, afoga-a no banheiro. Enquanto estava sendo afogada, ela começa a vomitar como as outras mulheres e morre. O vídeo termina com Manson retornando à sala de jantar onde todas as outras mulheres se encontram mortas.

## Recepção
Recepção crítica
A canção recebeu uma crítica positiva de do site Loudwire.com que deu uma nota 4 de 5 estrelas. Eles disseram do single "Nós poderíamos caracterizar No Reflection como um "Flashback", já que é uma reminiscência de alguns dos melhores trabalhos do Antichrist Superstar. Loudwire também postou uma "enquete" onde os fãs poderiam classificar a música. No Reflection mantém forte popularidade com a maioria dos fãs, votos favoráveis e também dezenas de comentários positivos. A partir de 10 de março, apenas 4,35% votaram negativamente. Os fãs também receberam a música muito bem no YouTube. A Cooking Vinyl postou a mesma para o YouTube em o 8 de março de 2012 e nas primeiras 48 horas de "No Reflection" estar disponível, ela recebeu mais de 60.000 views.

## Versões
"No Reflection" - 4:36 - Versão de Born Villain e No Reflection (Single).
"No Reflection" (Radio Edit) - 03:31 - Versão divulgada pela KROQ FM, em 7 de março de 2012. Aparece em No Reflection (Single).